# Cauvignac
Cauvignac is een gemeente in het Franse departement Gironde (regio Nouvelle-Aquitaine) en telt 120 inwoners (2005). De plaats maakt deel uit van het arrondissement Langon.

## Geografie
De oppervlakte van Cauvignac bedraagt 5,5 km², de bevolkingsdichtheid is 21,8 inwoners per km².
De onderstaande kaart toont de ligging van Cauvignac met de belangrijkste infrastructuur en aangrenzende gemeenten.

## Demografie
Onderstaande figuur toont het verloop van het inwonertal (bron: INSEE-tellingen).